# Лодыженский, Александр Александрович (1854)
Алекса́ндр Алекса́ндрович Лоды́женский (20 февраля 1854 — 13 февраля 1919, Петроград) — русский общественный и государственный деятель, Вологодский губернатор, член Государственной думы от Тверской губернии.

## Биография

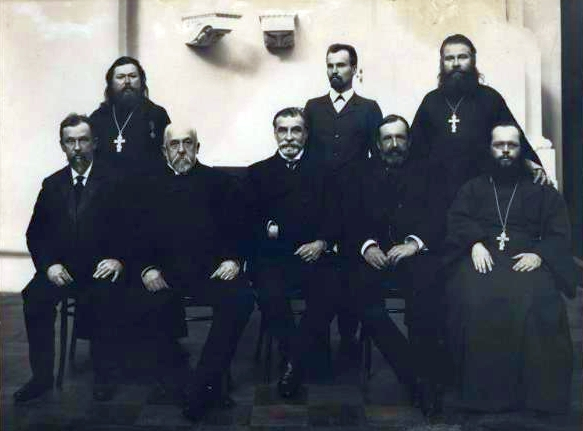
Депутаты Государственной Думы III созыва от Тверской губернии. Стоят: Н. И. Гумилин, П. П. Дворянинов, В. П. Куприянов; Сидят: И. И. Большаков, А. С. Паскин, Н. П. Шубинский, А. А. Лодыженский, А. И. Троицкий

Происходил из старинного дворянского рода Лодыженских, потомственных дворян Тверской губернии. Землевладелец Зубцовского уезда (400 десятин).
Окончил Тверское кавалерийское юнкерское училище (1871). 1 февраля 1874 года был произведен в офицеры, а 24 июня того же года вышел в отставку и поселился в своем имении Зубцовского уезда.
В 1877 году поступил на гражданскую службу по выборам. Избирался гласным Зубцовского уездного (1882—после 1912) и Тверского губернского (1882—после 1912) земств, зубцовским уездным предводителем дворянства (1878—1887) и председателем съезда мировых судей. В 1887—1892 годах состоял непременным членом Зубцовского уездного по крестьянским делам присутствия. В 1892 году был назначен непременным членом губернского присутствия.
Затем занимал посты рязанского вице-губернатора (1893—1902) и вологодского губернатора (1902—1906). С 1905 года состоял почетным мировым судьей по Тотемскому уезду. 1 мая 1906 года был ранен ножом в затылок, когда попытался воспрепятствовать поджогу и разгрому народного дома, а также избиению людей. 8 мая 1906 Вологодская городская дума избрала Лодыженского своим почетным гражданином, а в июне того же года он вышел в отставку по болезни, дослужившись до чина действительного статского советника (1894). С мая 1908 состоял почетным опекуном в совете учреждений императрицы Марии.
В 1907 году был избран членом Государственный думы от Тверской губернии съездом землевладельцев. Входил во фракцию «Союза 17 октября». Состоял членом комиссий: распорядительной, продовольственной, по судебным реформам, по государственной обороне.
В 1912 году был вновь избран членом Государственной думы от Тверской губернии. Входил во фракцию «Союза 17 октября», после её раскола — фракцию земцев-октябристов. В 1915 году вошел в Прогрессивный блок. Состоял председателем распорядительной комиссии а также членом комиссий: об охоте, по военным и морским делам, по запросам. Также был докладчиком по проверке прав членов ГД и председателем 9-го отдела Думы.
После Октябрьской революции проживал в Петрограде (Саперный переулок, д. 14, кв. 3). Скончался от туберкулёза, похоронен на кладбище Александро-Невской лавры.

## Семья
Был женат на Александре Фёдоровне Саловой (19.11.1858—29.05.1935, Кламар, деп. О-де-Сен, Франция). В семье было два сына:
- Фёдор Александрович (28.05.1877—6.03.1947, Нью-Йорк, США) — в службе с 1898 года, офицером с 1900 года; ротмистр. В эмиграции в США. Был женат на Елизавете Геннадьевне Львовой.

- Александр Александрович (13.04.1886—3.08.1976, Париж, Франция) — воспитанник Императорского училища правоведения, чиновник канцелярии по гражданскому управлению при Ставке Верховного главнокомандующего, участник Белого движения в составе ВСЮР. В эмиграции во Франции, мемуарист.

### Родители
- Отец — Александр Федорович Ладыженский (Лодыженский) (27.05.1817—2.10.1855), поручик Кавалергардского полка, сын известного библиофила Фёдора Ильича Ладыженского (1777—1852) и Варвары Александровны Исленьевой (1791—1848), сестры Н. А. Исленьева.
- Мать — Екатерина Алексеевна урождённая Дюклу (1828—1891), дочь надворного советника Алексея Николаевича Дюклу (1800—1873) и Марии Гавриловны Бибиковой (1801—1863), сестры Д. Г. Бибикова. Вторично вышла замуж за полковника Дмитрия Ильича Палтова (1830—1900).
  - Брат — Фёдор Александрович (1.02.1851—6/18.05.1868, Ницца, Франция),
  - Брат — Алексей Александрович (25.04.1852—?).
  - Брат — Илья Александрович (2.12.1855 — 7.06.1905, с. Чашниково Зубцовского уезда Тверской губернии), полковник, отец Ю. И. Лодыженского и А. Ю. Лодыженского[2].

## Награды
- Орден Святой Анны 3-й ст. (1883)
- Орден Святого Владимира 4-й ст. (1888)
- Орден Святого Владимира 3-й ст. (1896)
- Орден Святого Станислава 1-й ст. (1901)
- Орден Святой Анны 1-й ст. (1905)

- Медаль «В память коронации императора Александра III» (1883)
- Медаль «В память царствования императора Александра III» (1896)
- Медаль «За труды по первой всеобщей переписи населения» (1897)
- Медаль «В память 300-летия царствования дома Романовых» (1913)